# Suwak al-Shamali
Suwak al-Shamali (tiếng Ả Rập: الصواعق الشمالي) là một ngôi làng Syria nằm ở phó huyện của huyện Hama ở tỉnh Hama. Theo Cục Thống kê Trung ương Syria (CBS), Suwak al-Shamali có dân số 3.694 trong cuộc điều tra dân số năm 2004.